# Aeroportul Internațional Johan Adolf Pengel
Aeroportul Internațional Johan Adolf Pengel (IATA: PBM, ICAO: SMJP) este un aeroport din Districtul Para, Surinam ce deservește zona Paramaribo. Aeroportul a fost tranzitat în decembrie 2020 de 6.964 de pasageri. A fost deschis în 1939 și numit după Johan Adolf Pengel⁠(d).
Situat la o altitudine de 59 m, aeroportul dispune de 1 pistă.

## Infrastructură

### Piste
Aeroportul dispune de o singură pistă. Pista 11/29 are suprafața de beton și dimensiunile 3.480 m × 45 m. 